# 2021年のJリーグカップ
2021年のJリーグカップは、2021年3月2日より10月30日まで開催された、第29回Jリーグカップである。

## 概要
ヤマザキビスケットを冠スポンサー（リーグカップパートナー）として、「2021JリーグYBCルヴァンカップ」(英: 2021 J.LEAGUE YBC Levain CUP)の名称で行われた。
本年についてはJリーグが公式戦開催にあたって、通常通りの試合の開催を原則とすること前提に「みなし開催」ルールが導入されたことを踏まえて、基本的に2019年大会と同様のレギュレーションに戻された。

## 大会レギュレーション
2021年1月22日にグループステージの組み合わせと日程、プレーオフステージ、プライムステージの開催予定日が公表された。レギュレーションはに掲載されている（レギュレーションの発表日は公式リリースにはなかったため不詳）。2020年大会で当初想定されていた形を概ね踏襲している。
グループステージ
- AFCチャンピオンズリーグ2021 (ACL) に参加する川崎フロンターレ、ガンバ大阪、名古屋グランパス、セレッソ大阪の4クラブはプライムステージからの出場となる。
  - セレッソ大阪はACLはプレーオフラウンドからの出場となるものの、その結果に関わらずルヴァンカップのグループステージには出場しない（2020年の制度では、ACLのプレーオフラウンドで敗退したチームはルヴァンカップのグループステージに出場するとされていた）。
- グループステージは、上記4クラブを除いた同年のJ1リーグの16クラブが出場する。昇格組では徳島ヴォルティスが2014年大会以来7年ぶり、アビスパ福岡が2016年大会以来5年ぶりの出場。
  - 2020年の制度では、J2リーグのクラブも一部出場するとしていたが、今年度についてはJ1リーグのクラブ数自体が一時的に増えたこともあり、J2リーグのクラブの出場はない。
- グループステージは前述の16クラブを2020シーズンのJ1リーグ戦順位をもとに4組に分けて、各組2回総当たり (ホーム・アンド・アウェー)でリーグ戦を行う。
  - Aグループ：鹿島アントラーズ (5位)、北海道コンサドーレ札幌 (12位)、サガン鳥栖 (13位)、アビスパ福岡 (J2・2位)
  - Bグループ：FC東京 (6位)、大分トリニータ (11位)、ヴィッセル神戸 (14位)、徳島ヴォルティス (J2・1位)
  - Cグループ：柏レイソル (7位)、浦和レッズ (10位)、横浜FC (15位)、湘南ベルマーレ (18位)
  - Dグループ：サンフレッチェ広島 (8位)、横浜F・マリノス (9位)、清水エスパルス (16位)、ベガルタ仙台 (17位)
  - グループステージは全試合90分 (前後半45分ハーフ、延長戦なし)とし、勝ち点の多い順にグループ内の順位を決定する。勝ち点で並んだ場合には、最終順位決定時に以下の条件で優劣を決定する。
    1. 勝ち点が同一クラブ間での「勝ち点」→「得失点差」→「得点数」→「アウェーゴール」
勝ち点で3クラブ以上が並んでいて、上記の条件を適用してもなお2クラブ以上の成績が並ぶ場合は、該当するクラブ間に対してこの条件を再度適用する。それでもなお順位が決定できないクラブがある場合には、下記の手順を適用する。
    2. グループ全試合での「得失点差」→「得点数」
    3. PK戦 (順位決定にかかわるクラブが2クラブのみで、かつ最終節直接対決の場合に限る。ABAB方式で開催され、決着しない場合は6人目以降サドンデス)
    4. 反則ポイント
    5. 抽選
- 各グループステージの上位2クラブ（計8クラブ）がプレーオフステージ進出。
  - 2020年大会では、プライムステージからの出場となるクラブ数によってプレーオフステージへの出場クラブ数が変動するとされていたが、今大会は事前に決まっているため変動はない。

プレーオフステージ
- プレーオフステージはグループステージを勝ち上がったクラブ同士の対戦により、ホーム・アンド・アウェーでの2試合制で実施される。
  - 勝者 (勝利数の多いクラブ。同勝利数の場合は下記により決定) がプライムステージへ進出。

  1. 2試合における合計得点数 (＝得失点差)
  2. アウェーでの得点数 (アウェーゴールルール)
  3. 15分ハーフの延長戦 (第2戦の後半終了後に引き続き実施、アウェーゴールルールは採用せず)
  4. PK戦 (グループステージと同様)

プライムステージ
- プライムステージは準々決勝（プレーオフステージ勝ち上がりの4クラブ+ACL出場の4クラブ）、準決勝、決勝をノックアウト方式で行う。
  - 準々決勝・準決勝はホーム・アンド・アウェー方式で、勝敗の決定方法はプレーオフステージと同様。
  - 決勝は1試合勝負で、45分ハーフで決着しない場合は15分ハーフの延長戦→PK戦により勝敗を決定する。
    - 決勝が中止となり代替開催日も設定できない場合、決勝に進出した2クラブを優勝扱いとする（賞金は1億円ずつ折半）が、中止理由が一方のクラブの責めに帰すべき事由の場合はもう一方のクラブを優勝とし、双方のクラブの責めに帰すべき事由の場合は両クラブとも準優勝扱いとする[2]。

  - 組み合わせ抽選は2021年7月15日に開催された。プライムステージ進出クラブ代表によるオープンドロー（公開抽選）により行われるのは例年と同様だが、この年は前年同様、各チームの代表がWeb会議システムで参加した上で、Jリーグ公式YouTubeチャンネル「JリーグTV」で生配信された。参加選手は金子拓郎（札幌）、荒木遼太郎（鹿島）、小泉佳穂（浦和）、渡辺剛（FC東京）、山根視来（川崎）、中谷進之介（名古屋）、坂元達裕（C大阪）[5]。なお、G大阪からは宇佐美貴史が参加予定だったが、チーム事情により欠席となり、代理として取締役GMの和田昌裕が参加した[6]。

また、エントリー下限人数（試合には少なくとも13人の選手をエントリーできなければならない）を設けることから、2020年大会の中断後の再開時に発表された「U-21先発出場ルール（その年に21歳になる、あるいはそれ未満の年齢の日本国籍選手を1人以上先発に含める）の適用取り止め」は今大会も継続する。

## 大会日程
決勝を除く各日程については2021年1月22日に発表、決勝の開催日は2021年2月5日に発表された。前々年までと異なり、グループステージ第2節が週末の開催になるほか、一部の節で日程を分散した開催が予定されている。日付は全て2021年。
| ステージ           | ラウンド           | 第1戦              | 第2戦          | 備考                                                   |
| ------------------ | ------------------ | ------------------ | -------------- | ------------------------------------------------------ |
| グループステージ   | 第1節              | 3月2日 / 3日       | 3月2日 / 3日   |                                                        |
| グループステージ   | 第2節              | 3月27日 / 28日     | 3月27日 / 28日 |                                                        |
| グループステージ   | 第3節              | 4月20日 / 21日     | 4月20日 / 21日 |                                                        |
| グループステージ   | 第4節              | 4月28日            | 4月28日        |                                                        |
| グループステージ   | 第5節              | 5月5日             | 5月5日         |                                                        |
| グループステージ   | 第6節              | 5月19日            | 5月19日        |                                                        |
| プレーオフステージ | プレーオフステージ | 6月2日 / 5日 / 6日 | 6月6日 / 13日  | 当初は6月2日 / 6日 / 12日 / 13日の日程が設定されていた |
| プライムステージ   | 準々決勝           | 09月01日           | 09月05日       |                                                        |
| プライムステージ   | 準決勝             | 10月06日           | 10月10日       |                                                        |
| プライムステージ   | 決勝               | 10月30日           | 10月30日       |                                                        |

## グループステージ

### Aグループ
| 順 | チーム                 | 試 | 勝 | 分 | 敗 | 得 | 失 | 差  | 点 |                        |     | ANT | CON | AVI | SAG |
| -- | ---------------------- | -- | -- | -- | -- | -- | -- | --- | -- | ---------------------- | --- | --- | --- | --- | --- |
| 1  | 鹿島アントラーズ       | 6  | 3  | 3  | 0  | 14 | 4  | +10 | 12 | プレーオフステージ進出 |     | —   | 3–0 | 1–1 | 3–0 |
| 2  | 北海道コンサドーレ札幌 | 6  | 3  | 2  | 1  | 11 | 8  | +3  | 11 | プレーオフステージ進出 |     | 0–0 | —   | 1–1 | 2–1 |
| 3  | アビスパ福岡           | 6  | 2  | 2  | 2  | 10 | 11 | −1  | 8  |                        |     | 1–5 | 2–3 | —   | 4–1 |
| 4  | サガン鳥栖             | 6  | 0  | 1  | 5  | 5  | 17 | −12 | 1  |                        | 2–2 | 1–5 | 0–1 | —   |     |

| 2021年3月3日 第1節 | アビスパ福岡                            | 2 - 3             | 北海道コンサドーレ札幌                                | 福岡市                                                     |
| 18:03              | - 三國ケネディエブス 18分 - 城後寿 88分 | 公式記録 試合経過 | - ドウグラス・オリヴェイラ 14分, 35分 - 中島大嘉 41分 | 競技場: ベスト電器スタジアム 観客数: 1,564 人 主審: 松尾一 |

| 2021年3月3日 第1節 | 鹿島アントラーズ                                    | 3 - 0             | サガン鳥栖 | 鹿嶋市                                                               |
| 19:03              | - エヴェラウド 10分 - 和泉竜司 64分 - 染野唯月 71分 | 公式記録 試合経過 |            | 競技場: 県立カシマサッカースタジアム 観客数: 3,784 人 主審: 清水勇人 |

| 2021年3月27日 第2節 | サガン鳥栖      | 1 - 5             | 北海道コンサドーレ札幌                                                                             | 鳥栖市                                                     |
| 14:03               | - 田代雅也 67分 | 公式記録 試合経過 | 8分 (o.g.), 9分 (o.g.) - 深井一希 37分 - アンデルソン・ロペス 56分 - ルーカス・フェルナンデス 86分 | 競技場: 駅前不動産スタジアム 観客数: 4,399 人 主審: 中村太 |

| 2021年3月28日 第2節 | アビスパ福岡                  | 1 - 5             | 鹿島アントラーズ                                                             | 福岡市                                                     |
| 18:03               | - カルロス・グティエレス 75分 | 公式記録 試合経過 | - 上田綺世 9分, 35分 - 荒木遼太郎 28分 - エヴェラウド 61分 - 広瀬陸斗 90+1分 | 競技場: ベスト電器スタジアム 観客数: 3,964 人 主審: 谷本涼 |

| 2021年4月20日 第3節 | 鹿島アントラーズ                                        | 3 - 0             | 北海道コンサドーレ札幌 | 鹿嶋市                                                               |
| 19:03               | - 松村優太 32分 - 荒木遼太郎 39分 - 白崎凌兵 81分 (pen) | 公式記録 試合経過 |                        | 競技場: 県立カシマサッカースタジアム 観客数: 4,477 人 主審: 高山啓義 |

| 2021年4月21日 第3節 | サガン鳥栖 | 0 - 1             | アビスパ福岡                  | 鳥栖市                                                       |
| 19:03               |            | 公式記録 試合経過 | - ジョルディ・クルークス 82分 | 競技場: 駅前不動産スタジアム 観客数: 4,227 人 主審: 岡部拓人 |

| 2021年4月28日 第4節 | 北海道コンサドーレ札幌      | 1 - 1             | アビスパ福岡          | 札幌市                                            |
| 19:03               | - アンデルソン・ロペス 84分 | 公式記録 試合経過 | - ジョン・マリ 90+4分 | 競技場: 札幌ドーム 観客数: 4,446人 主審: 西村雄一 |

| 2021年4月28日 第4節 | サガン鳥栖                          | 2 - 2             | 鹿島アントラーズ                | 鳥栖市                                                      |
| 19:03               | - オフォエドゥ 14分 - 湯澤洋介 73分 | 公式記録 試合経過 | - 杉岡大暉 29分 - 45+1分 (o.g.) | 競技場: 駅前不動産スタジアム 観客数: 3,402人 主審: 今村義朗 |

| 2021年5月5日 第5節 | 北海道コンサドーレ札幌                          | 2 - 1             | サガン鳥栖        | 札幌市                                             |
| 14:03              | - ドウグラス・オリヴェイラ 26分 - 青木亮太 59分 | 公式記録 試合経過 | - 湯澤洋介 90+1分 | 競技場: 札幌ドーム 観客数: 7,507 人 主審: 村上伸次 |

| 2021年5月5日 第5節 | 鹿島アントラーズ | 1 - 1             | アビスパ福岡        | 鹿嶋市                                                             |
| 15:03              | - 白崎凌兵 31分  | 公式記録 試合経過 | - ジョン・マリ 24分 | 競技場: 県立カシマサッカースタジアム 観客数: 8,343 人 主審: 中村太 |

| 2021年5月19日 第6節 | 北海道コンサドーレ札幌 | 0 - 0             | 鹿島アントラーズ | 札幌市                                            |
| 19:00               |                        | 公式記録 試合経過 |                  | 競技場: 札幌ドーム 観客数: 2,829人 主審: 今村義朗 |

| 2021年5月19日 第6節 | アビスパ福岡                                                 | 4 - 1             | サガン鳥栖    | 福岡市                                                    |
| 19:00               | - 城後寿 8分, 56分 - 石津大介 60分 - フアンマ・デルガド 72分 | 公式記録 試合経過 | - 林大地 74分 | 競技場: ベスト電器スタジアム 観客数: 979人 主審: 池内明彦 |

### Bグループ
| 順 | チーム           | 試 | 勝 | 分 | 敗 | 得 | 失 | 差 | 点 |                        |     | TOK | VIS | TRI | VOR |
| -- | ---------------- | -- | -- | -- | -- | -- | -- | -- | -- | ---------------------- | --- | --- | --- | --- | --- |
| 1  | FC東京           | 6  | 3  | 3  | 0  | 6  | 2  | +4 | 12 | プレーオフステージ進出 |     | —   | 2–0 | 1–1 | 1–0 |
| 2  | ヴィッセル神戸   | 6  | 2  | 2  | 2  | 6  | 4  | +2 | 8  | プレーオフステージ進出 |     | 0–0 | —   | 0–0 | 0–1 |
| 3  | 大分トリニータ   | 6  | 1  | 3  | 2  | 4  | 6  | −2 | 6  |                        |     | 0–1 | 1–3 | —   | 1–1 |
| 4  | 徳島ヴォルティス | 6  | 1  | 2  | 3  | 3  | 7  | −4 | 5  |                        | 1–1 | 0–3 | 0–1 | —   |     |

| 2021年3月2日 第1節 | 大分トリニータ  | 1 - 3             | ヴィッセル神戸                                  | 大分市                                                     |
| 19:03              | - 藤本一輝 20分 | 公式記録 試合経過 | - 増山朝陽 44分 - 中坂勇哉 51分 - 田中順也 81分 | 競技場: 昭和電工ドーム大分 観客数: 3,320 人 主審: 笠原寛貴 |

| 2021年3月3日 第1節 | FC東京          | 1 - 0             | 徳島ヴォルティス | 調布市                                                   |
| 18:03              | - 田川亨介 59分 | 公式記録 試合経過 |                  | 競技場: 味の素スタジアム 観客数: 3,788 人 主審: 岡部拓人 |

| 2021年3月27日 第2節 | 徳島ヴォルティス | 0 - 1             | 大分トリニータ | 鳴門市                                                                                   |
| 14:03               |                  | 公式記録 試合経過 | - 長沢駿 5分   | 競技場: 鳴門・大塚スポーツパークポカリスエットスタジアム 観客数: 2,322 人 主審: 西村雄一 |

| 2021年3月28日 第2節 | FC東京                                        | 2 - 0             | ヴィッセル神戸 | 調布市                                                 |
| 14:03               | - ディエゴ・オリヴェイラ 11分 - 三田啓貴 14分 | 公式記録 試合経過 |                | 競技場: 味の素スタジアム 観客数: 6,512 人 主審: 松尾一 |

| 2021年4月21日 第3節 | ヴィッセル神戸 | 0 - 1             | 徳島ヴォルティス | 神戸市                                                      |
| 18:03               |                | 公式記録 試合経過 | - 河田篤秀 30分  | 競技場: ノエビアスタジアム神戸 観客数: 2,184人 主審: 松本大 |

| 2021年4月21日 第3節 | 大分トリニータ | 0 - 1             | FC東京          | 大分市                                                     |
| 19:03               |                | 公式記録 試合経過 | - 永井謙佑 50分 | 競技場: 昭和電工ドーム大分 観客数: 2,806 人 主審: 池内明彦 |

| 2021年4月28日 第4節 | ヴィッセル神戸 | 0 - 0             | 大分トリニータ | 神戸市                                                    |
| 18:03               |                | 公式記録 試合経過 |                | 競技場: ノエビアスタジアム神戸 観客数: 0人 主審: 村上伸次 |

| 2021年4月28日 第4節 | 徳島ヴォルティス | 1 - 1             | FC東京                    | 鳴門市                                                                                  |
| 19:03               | - 浜下瑛 12分    | 公式記録 試合経過 | - ブルーノ・ウヴィニ 47分 | 競技場: 鳴門・大塚スポーツパークポカリスエットスタジアム 観客数: 1,969人 主審: 山本雄大 |

| 2021年5月5日 第5節 | 大分トリニータ  | 1 - 1             | 徳島ヴォルティス | 大分市                                                    |
| 14:03              | - 髙澤優也 14分 | 公式記録 試合経過 | - カカ 84分      | 競技場: 昭和電工ドーム大分 観客数: 3,987人 主審: 家本政明 |

| 2021年5月5日 第5節 | ヴィッセル神戸 | 0 - 0             | FC東京 | 神戸市                                                    |
| 15:00              |                | 公式記録 試合経過 |        | 競技場: ノエビアスタジアム神戸 観客数: 0人 主審: 笠原寛貴 |

| 2021年5月19日 第6節 | FC東京          | 1 - 1             | 大分トリニータ    | 調布市                                                  |
| 19:00               | - 永井謙佑 63分 | 公式記録 試合経過 | - 弓場将輝 45+2分 | 競技場: 味の素スタジアム 観客数: 2,842人 主審: 西村雄一 |

| 2021年5月19日 第6節 | 徳島ヴォルティス | 0 - 3             | ヴィッセル神戸                             | 鳴門市                                                                                |
| 19:00               |                  | 公式記録 試合経過 | - 山口蛍 2分 - アユブ・マシカ 52分, 90+3分 | 競技場: 鳴門・大塚スポーツパークポカリスエットスタジアム 観客数: 3,448人 主審: 松尾一 |

### Cグループ
| 順 | チーム         | 試 | 勝 | 分 | 敗 | 得 | 失 | 差 | 点 |                        |     | RED | BEL | YFC | REY |
| -- | -------------- | -- | -- | -- | -- | -- | -- | -- | -- | ---------------------- | --- | --- | --- | --- | --- |
| 1  | 浦和レッズ     | 6  | 2  | 3  | 1  | 7  | 5  | +2 | 9  | プレーオフステージ進出 |     | —   | 0–0 | 2–0 | 0–1 |
| 2  | 湘南ベルマーレ | 6  | 1  | 5  | 0  | 4  | 3  | +1 | 8  | プレーオフステージ進出 |     | 0–0 | —   | 1–0 | 1–1 |
| 3  | 横浜FC         | 6  | 2  | 1  | 3  | 5  | 6  | −1 | 7  |                        |     | 1–2 | 1–1 | —   | 2–0 |
| 4  | 柏レイソル     | 6  | 1  | 3  | 2  | 6  | 8  | −2 | 6  |                        | 3–3 | 1–1 | 0–1 | —   |     |

| 2021年3月2日 第1節 | 湘南ベルマーレ | 0 - 0             | 浦和レッズ | 平塚市                                                           |
| 18:03              |                | 公式記録 試合経過 |            | 競技場: レモンガススタジアム平塚 観客数: 3,022 人 主審: 家本政明 |

| 2021年3月3日 第1節 | 柏レイソル | 0 - 1             | 横浜FC        | 柏市                                                             |
| 18:03              |            | 公式記録 試合経過 | - 伊藤翔 51分 | 競技場: 三協フロンテア柏スタジアム 観客数: 2,260 人 主審: 谷本涼 |

| 2021年3月27日 第2節 | 浦和レッズ | 0 - 1             | 柏レイソル              | さいたま市                                                 |
| 15:03               |            | 公式記録 試合経過 | - クリスティアーノ 79分 | 競技場: 埼玉スタジアム2002 観客数: 8,024 人 主審: 村上伸次 |

| 2021年3月27日 第2節 | 湘南ベルマーレ | 1 - 0             | 横浜FC | 平塚市                                                           |
| 15:03               | - 根本凌 47分  | 公式記録 試合経過 |        | 競技場: レモンガススタジアム平塚 観客数: 4,865 人 主審: 山岡良介 |

| 2021年4月21日 第3節 | 柏レイソル      | 1 - 1             | 湘南ベルマーレ  | 柏市                                                              |
| 18:03               | - 呉屋大翔 28分 | 公式記録 試合経過 | - 古林将太 90分 | 競技場: 三協フロンテア柏スタジアム 観客数: 2,152人 主審: 荒木友輔 |

| 2021年4月21日 第3節 | 横浜FC          | 1 - 2             | 浦和レッズ            | 横浜市                                                      |
| 19:03               | - クレーベ 14分 | 公式記録 試合経過 | - 杉本健勇 45分, 57分 | 競技場: ニッパツ三ツ沢球技場 観客数: 2,481人 主審: 上田益也 |

| 2021年4月28日 第4節 | 横浜FC                                | 2 - 0             | 柏レイソル | 横浜市                                                    |
| 19:03               | - ジャーメイン良 58分 - 岩武克弥 85分 | 公式記録 試合経過 |            | 競技場: ニッパツ三ツ沢球技場 観客数: 1,891人 主審: 川俣秀 |

| 2021年4月28日 第4節 | 浦和レッズ | 0 - 0             | 湘南ベルマーレ | さいたま市                                              |
| 18:03               |            | 公式記録 試合経過 |                | 競技場: 埼玉スタジアム2002 観客数: 4,231人 主審: 谷本涼 |

| 2021年5月5日 第5節 | 横浜FC          | 1 - 1             | 湘南ベルマーレ  | 横浜市                                                      |
| 14:03              | - クレーベ 78分 | 公式記録 試合経過 | - 平岡大陽 42分 | 競技場: ニッパツ三ツ沢球技場 観客数: 4,004人 主審: 岡部拓人 |

| 2021年5月5日 第5節 | 柏レイソル                                    | 3 - 3             | 浦和レッズ                                                     | 柏市                                                              |
| 16:03              | - アンジェロッティ 59分, 67分 - 古賀太陽 84分 | 公式記録 試合経過 | - キャスパー・ユンカー 9分 - 伊藤敦樹 90+2分 - 関根貴大 90+4分 | 競技場: 三協フロンテア柏スタジアム 観客数: 3,775人 主審: 清水勇人 |

| 2021年5月19日 第6節 | 浦和レッズ                  | 2 - 0             | 横浜FC | さいたま市                                                  |
| 19:00               | - 関根貴大 3分汰木康也 61分 | 公式記録 試合経過 |        | 競技場: 埼玉スタジアム2002 観客数: 4,252人 主審: 福島孝一郎 |

| 2021年5月19日 第6節 | 湘南ベルマーレ  | 1 - 1             | 柏レイソル        | 平塚市                                                          |
| 19:00               | - 池田昌生 50分 | 公式記録 試合経過 | - 高橋峻希 90+2分 | 競技場: レモンガススタジアム平塚 観客数: 3,521人 主審: 高山啓義 |

### Dグループ
| 順 | チーム             | 試 | 勝 | 分 | 敗 | 得 | 失 | 差  | 点 |                        |     | FMA | SSP | VEG | SFR |
| -- | ------------------ | -- | -- | -- | -- | -- | -- | --- | -- | ---------------------- | --- | --- | --- | --- | --- |
| 1  | 横浜F・マリノス    | 6  | 4  | 2  | 0  | 17 | 4  | +13 | 14 | プレーオフステージ進出 |     | —   | 5–1 | 1–0 | 5–0 |
| 2  | 清水エスパルス     | 6  | 2  | 2  | 2  | 7  | 8  | −1  | 8  | プレーオフステージ進出 |     | 0–0 | —   | 4–1 | 1–2 |
| 3  | ベガルタ仙台       | 6  | 2  | 0  | 4  | 7  | 11 | −4  | 6  |                        |     | 2–5 | 0–1 | —   | 3–0 |
| 4  | サンフレッチェ広島 | 6  | 1  | 2  | 3  | 3  | 11 | −8  | 5  |                        | 1–1 | 0–0 | 0–1 | —   |     |

| 2021年3月3日 第1節 | 横浜F・マリノス     | 1 - 0             | ベガルタ仙台 | 横浜市                                                       |
| 18:00              | - オナイウ阿道 16分 | 公式記録 試合経過 |              | 競技場: ニッパツ三ツ沢球技場 観客数: 3,851 人 主審: 野田祐樹 |

| 2021年3月3日 第1節 | サンフレッチェ広島 | 0 - 0             | 清水エスパルス | 広島市                                                           |
| 19:00              |                    | 公式記録 試合経過 |                | 競技場: エディオンスタジアム広島 観客数: 1,904 人 主審: 飯田淳平 |

| 2021年3月27日 第2節 | ベガルタ仙台 | 0 - 1             | 清水エスパルス  | 仙台市                                                             |
| 14:03               |              | 公式記録 試合経過 | - 鈴木唯人 70分 | 競技場: ユアテックスタジアム仙台 観客数: 3,196 人 主審: 福島孝一郎 |

| 2021年3月27日 第2節 | 横浜F・マリノス                                                 | 5 - 0             | サンフレッチェ広島 | 横浜市                                                       |
| 14:03               | - オナイウ阿道 28分, 90分 - 仲川輝人 53分, 64分 - 岩田智輝 58分 | 公式記録 試合経過 |                    | 競技場: ニッパツ三ツ沢球技場 観客数: 5,600 人 主審: 山本雄大 |

| 2021年4月21日 第3節 | 清水エスパルス | 0 - 0             | 横浜F・マリノス | 静岡市                                                     |
| 19:03               |                | 公式記録 試合経過 |                 | 競技場: IAIスタジアム日本平 観客数: 3,466人 主審: 井上知大 |

| 2021年4月21日 第3節 | サンフレッチェ広島 | 0 - 1             | ベガルタ仙台    | 広島市                                                            |
| 19:00               |                    | 公式記録 試合経過 | - 加藤千尋 75分 | 競技場: エディオンスタジアム広島 観客数: 1,739人 主審: 福島孝一郎 |

| 2021年4月28日 第4節 | ベガルタ仙台                      | 2 - 5             | 横浜F・マリノス                                              | 仙台市                                                        |
| 18:03               | - 皆川佑介 35分 - 氣田亮真 90+4分 | 公式記録 試合経過 | - 天野純 8分, 47分 - 樺山諒乃介 33分 - 水沼宏太 51分, 90+3分 | 競技場: ユアテックスタジアム仙台 観客数: 1,953人 主審: 柿沼亨 |

| 2021年4月28日 第4節 | 清水エスパルス  | 1 - 2             | サンフレッチェ広島            | 静岡市                                                   |
| 19:03               | - 指宿洋史 69分 | 公式記録 試合経過 | - 長沼洋一 37分 - 48分 (o.g.) | 競技場: IAIスタジアム日本平 観客数: 3,511人 主審: 中村太 |

| 2021年5月5日 第5節 | 清水エスパルス                                                                  | 4 - 1             | ベガルタ仙台    | 静岡市                                                     |
| 14:03              | - 福森直也 41分 - 金子翔太 45+1分 - ディサロ燦シルヴァーノ 48分 - 中山克広 89分 | 公式記録 試合経過 | - 佐々木匠 36分 | 競技場: IAIスタジアム日本平 観客数: 5,376人 主審: 榎本一慶 |

| 2021年5月5日 第5節 | サンフレッチェ広島 | 1 - 1             | 横浜F・マリノス     | 広島市                                                          |
| 14:03              | - 鮎川峻 90+6分    | 公式記録 試合経過 | - レオ・セアラ 28分 | 競技場: エディオンスタジアム広島 観客数: 4,491人 主審: 池内明彦 |

| 2021年5月19日 第6節 | ベガルタ仙台                                        | 3 - 0             | サンフレッチェ広島 | 仙台市                                                        |
| 19:00               | - 佐々木匠 34分 - 加藤千尋 56分 - マルティノス 75分 | 公式記録 試合経過 |                    | 競技場: ユアテックスタジアム仙台 観客数: 1,560人 主審: 谷本涼 |

| 2021年5月19日 第6節 | 横浜F・マリノス                                                             | 5 - 1             | 清水エスパルス | 横浜市                                                      |
| 19:00               | - 樺山諒乃介 40分, 51分 - 和田拓也 48分 - 仲川輝人 79分 - レオ・セアラ 89分 | 公式記録 試合経過 | - 片山瑛一 2分 | 競技場: ニッパツ三ツ沢球技場 観客数: 4,363人 主審: 家本政明 |

## プレーオフステージ
組み合わせは2021年5月19日のグループステージ全日程終了後に発表された。
| チーム #1              | 合計  | チーム #2        | 第1戦 | 第2戦 |
| ---------------------- | ----- | ---------------- | ----- | ----- |
| 清水エスパルス         | 1 - 3 | 鹿島アントラーズ | 0 - 1 | 1 - 2 |
| FC東京                 | 4 - 2 | 湘南ベルマーレ   | 0 - 1 | 4 - 1 |
| 北海道コンサドーレ札幌 | 4 - 2 | 横浜F・マリノス  | 1 - 1 | 3 - 1 |
| ヴィッセル神戸         | 3 - 4 | 浦和レッズ       | 1 - 2 | 2 - 2 |

### 第1戦
| 2021年6月2日 19:03 |

| 清水エスパルス (グループD2位) | 0 - 1             | 鹿島アントラーズ (グループA1位) |
|                               | 公式記録 試合経過 | 林尚輝 8分                      |

| IAIスタジアム日本平, 静岡市 観客数: 3,626人 主審: 中村太 |

| 2021年6月5日 14:03 |

| FC東京 (グループB1位) | 0 - 1             | 湘南ベルマーレ (グループC2位) |
|                       | 公式記録 試合経過 | ウェリントン 71分             |

| 駒沢オリンピック公園総合運動場陸上競技場, 世田谷区 観客数: 4,284人 主審: 清水勇人 |

| 2021年6月6日 13:03 |

| 北海道コンサドーレ札幌 (グループA2位) | 1 - 1             | 横浜F・マリノス (グループD1位) |
| 青木亮太 26分                         | 公式記録 試合経過 | 仲川輝人 45+2分                |

| 札幌厚別公園競技場, 札幌市 観客数: 3,814人 主審: 福島孝一郎 |

| 2021年6月6日 18:03 |

| ヴィッセル神戸 (グループB2位) | 1 - 2             | 浦和レッズ (グループC1位)       |
| ドウグラス 3分                | 公式記録 試合経過 | 伊藤敦樹 45+1分 · 興梠慎三 71分 |

| ノエビアスタジアム神戸, 神戸市 観客数: 4,720人 主審: 西村雄一 |

### 第2戦
| 2021年6月6日 15:03 |

| 鹿島アントラーズ                          | 2 - 1             | 清水エスパルス        |
| ファン・アラーノ 45分 · エヴェラウド 71分 | 公式記録 試合経過 | チアゴ・サンタナ 21分 |

| 茨城県立カシマサッカースタジアム, 鹿嶋市 観客数: 7,274人 主審: 今村義朗 |

二試合合計スコア 3 - 1で鹿島アントラーズがプライムステージ進出
| 2021年6月13日 17:03 |

| 湘南ベルマーレ | 1 - 4             | FC東京                                                                    |
| 中村駿 44分    | 公式記録 試合経過 | レアンドロ 11分 · ディエゴ・オリヴェイラ 36分 · アダイウトン 41分, 90+2分 |

| レモンガススタジアム平塚, 平塚市 観客数: 4,690人 主審: 村上伸次 |

二試合合計スコア 4 - 2でFC東京がプライムステージ進出
| 2021年6月13日 17:03 |

| 横浜F・マリノス | 1 - 3             | 北海道コンサドーレ札幌                                |
| 水沼宏太 61分   | 公式記録 試合経過 | （畠中槙之輔） 7分 (o.g.) · 菅大輝 51分 · 柳貴博 87分 |

| ニッパツ三ツ沢球技場, 横浜市 観客数: 4,909人 主審: 家本政明 |

二試合合計スコア 4 - 2で北海道コンサドーレ札幌がプライムステージ進出
| 2021年6月13日 18:03 |

| 浦和レッズ                                  | 2 - 2             | ヴィッセル神戸                                |
| 小泉佳穂 16分 · キャスパー・ユンカー 45+3分 | 公式記録 試合経過 | ドウグラス 22分 · アンドレス・イニエスタ 77分 |

| 浦和駒場スタジアム, さいたま市 観客数: 4,892人 主審: 池内明彦 |

二試合合計スコア 4 - 3で浦和レッズがプライムステージ進出

## プライムステージ
プライムステージの組み合わせは2021年7月15日のオープンドローの結果、以下の通り決定した。
抽選に当たっては、日本代表戦や東京オリンピックとの兼ね合いによるスタジアム確保の都合による制約のみが考慮され、それ以外の制約は設けられなかった。具体的な方式は以下の通り。
- まず、準々決勝において第2戦でのみホームゲームが開催できるクラブ（鹿島・FC東京・川崎・G大阪）の抽選を行う。下記のトーナメント表において上から1・3・5・7番目のみに入ることができるため、これらの番号を書いたカードを用意しドローしていく。
- 次いで、準決勝において第1戦でのみホームゲームが開催できるクラブ（浦和）が入る場所の抽選を行う。下記のトーナメント表において上から4・8番目のみに入ることができるため、これらの番号を書いたカードを用意しどちらかをドローする。
- 最後に、残るクラブ（札幌・名古屋・C大阪）が入る場所の抽選を行う。浦和が引かなかったカードに、2・6の番号を書いたカードを加え、これらをドローしていく。

以下のトーナメント表は、準々決勝と準決勝については、上段に第2戦のホームチームを、下段に第1戦のホームチームを記載する。
|  | 準々決勝 (9月1日・9月5日) | 準々決勝 (9月1日・9月5日) | 準々決勝 (9月1日・9月5日) | 準々決勝 (9月1日・9月5日) |   |              | 準決勝 (10月6日・10月10日) | 準決勝 (10月6日・10月10日) | 準決勝 (10月6日・10月10日) | 準決勝 (10月6日・10月10日) |  |  | 決勝 (10月30日)  | 決勝 (10月30日) |
|  |                           |                           |                           |                           |   |              |                            |                            |                            |                            |  |  |                  |                 |
|  | FC東京                    | 1                         | 2                         | 3                         |   |              |                            |                            |                            |                            |  |  |                  |                 |
|  | 北海道コンサドーレ札幌    | 2                         | 0                         | 2                         |   |              |                            |                            |                            |                            |  |  |                  |                 |
|  | 北海道コンサドーレ札幌    | 2                         | 0                         | 2                         |   | FC東京       | 1                          | 2                          | 3                          |                            |  |  |                  |                 |
|  |                           |                           |                           |                           |   | FC東京       | 1                          | 2                          | 3                          |                            |  |  |                  |                 |
|  |                           | 名古屋グランパス          | 3                         | 1                         | 4 |              |                            |                            |                            |                            |  |  |                  |                 |
|  | 鹿島アントラーズ          | 名古屋グランパス          | 3                         | 1                         | 4 | 0            | 0                          | 0                          |                            |                            |  |  |                  |                 |
|  | 鹿島アントラーズ          |                           |                           |                           |   | 0            | 0                          | 0                          |                            |                            |  |  |                  |                 |
|  | 名古屋グランパス          | 2                         | 2                         | 4                         |   |              |                            |                            |                            |                            |  |  |                  |                 |
|  |                           |                           |                           |                           |   |              |                            |                            |                            |                            |  |  | 名古屋グランパス | 2               |
|  |                           |                           | セレッソ大阪              | 0                         |   |              |                            |                            |                            |                            |  |  |                  |                 |
|  | ガンバ大阪                | 1                         | 0                         | 1                         |   |              |                            |                            |                            |                            |  |  |                  |                 |
|  | セレッソ大阪              | 0                         | 4                         | 4                         |   |              |                            |                            |                            |                            |  |  |                  |                 |
|  | セレッソ大阪              | 0                         | 4                         | 4                         |   | セレッソ大阪 | 1                          | 1                          | 2                          |                            |  |  |                  |                 |
|  |                           |                           |                           |                           |   | セレッソ大阪 | 1                          | 1                          | 2                          |                            |  |  |                  |                 |
|  |                           | 浦和レッズ                | 1                         | 0                         | 1 |              |                            |                            |                            |                            |  |  |                  |                 |
|  | 川崎フロンターレ          | 浦和レッズ                | 1                         | 0                         | 1 | 1            | 3                          | 4                          |                            |                            |  |  |                  |                 |
|  | 川崎フロンターレ          |                           |                           |                           |   | 1            | 3                          | 4                          |                            |                            |  |  |                  |                 |
|  | 浦和レッズ                | 1                         | 3                         | 4 (a)                     |   |              |                            |                            |                            |                            |  |  |                  |                 |

### 準々決勝
| チーム #1        | 合計     | チーム #2              | 第1戦 | 第2戦 |
| ---------------- | -------- | ---------------------- | ----- | ----- |
| FC東京           | 3 - 2    | 北海道コンサドーレ札幌 | 1 - 2 | 2 - 0 |
| 鹿島アントラーズ | 0 - 4    | 名古屋グランパス       | 0 - 2 | 0 - 2 |
| ガンバ大阪       | 1 - 4    | セレッソ大阪           | 1 - 0 | 0 - 4 |
| 川崎フロンターレ | 4 - 4(a) | 浦和レッズ             | 1 - 1 | 3 - 3 |

#### 準々決勝第1戦
| 2021年9月1日 19:03 |

| 北海道コンサドーレ札幌        | 2 - 1             | FC東京      |
| 田中駿汰 21分 · 荒野拓馬 80分 | 公式記録 試合経過 | 渡辺剛 14分 |

| 札幌厚別公園競技場, 札幌市 観客数: 3,204 人 主審: 今村義朗 |

| 2021年9月1日 19:03 |

| 名古屋グランパス              | 2 - 0             | 鹿島アントラーズ |
| 柿谷曜一朗 13分 · 稲垣祥 53分 | 公式記録 試合経過 |                  |

| 豊田スタジアム, 豊田市 観客数: 5,744 人 主審: 村上伸次 |

| 2021年9月1日 19:03 |

| セレッソ大阪 | 0 - 1             | ガンバ大阪    |
|              | 公式記録 試合経過 | 山見大登 89分 |

| ヨドコウ桜スタジアム, 大阪市 観客数: 4,205 人 主審: 福島孝一郎 |

| 2021年9月1日 19:03 |

| 浦和レッズ    | 1 - 1             | 川崎フロンターレ   |
| 関根貴大 35分 | 公式記録 試合経過 | 家長昭博 72分 (PK) |

| 浦和駒場スタジアム, さいたま市 観客数: 4,629 人 主審: 西村雄一 |

#### 準々決勝第2戦
| 2021年9月5日 18:03 |

| FC東京                        | 2 - 0             | 北海道コンサドーレ札幌 |
| レアンドロ 20分 · 東慶悟 68分 | 公式記録 試合経過 |                        |

| レモンガススタジアム平塚, 平塚市 観客数: 3,272人 主審: 笠原寛貴 |

二試合合計スコア 3 - 2でFC東京が準決勝進出
| 2021年9月5日 18:03 |

| 鹿島アントラーズ | 0 - 2             | 名古屋グランパス                    |
|                  | 公式記録 試合経過 | 稲垣祥 22分 · シュヴィルツォク 57分 |

| 県立カシマサッカースタジアム, 鹿嶋市 観客数: 0人 主審: 今村義朗 |

二試合合計スコア 4 - 0で名古屋グランパスが準決勝進出
| 2021年9月5日 18:03 |

| ガンバ大阪 | 0 - 4             | セレッソ大阪                                                  |
|            | 公式記録 試合経過 | 山田寛人 24分 · 加藤陸次樹 32分 · 藤田直之 56分 · 松田力 68分 |

| パナソニックスタジアム吹田, 吹田市 観客数: 4,869人 主審: 松尾一 |

二試合合計スコア 4 - 1でセレッソ大阪が準決勝進出
| 2021年9月5日 18:03 |

| 川崎フロンターレ                                                    | 3 - 3             | 浦和レッズ                                               |
| レアンドロ・ダミアン 40分 · 山村和也 77分 · ジョアン・シミッチ 83分 | 公式記録 試合経過 | 江坂任 8分 · キャスパー・ユンカー 87分 · 槙野智章 90+4分 |

| 等々力陸上競技場, 川崎市 観客数: 4,936人 主審: 家本政明 |

二試合合計スコア 4 - 4、アウェーゴール 3 - 1 で浦和レッズが準決勝進出

### 準決勝
| チーム #1    | 合計  | チーム #2        | 第1戦 | 第2戦 |
| ------------ | ----- | ---------------- | ----- | ----- |
| FC東京       | 3 - 4 | 名古屋グランパス | 1 - 3 | 2 - 1 |
| セレッソ大阪 | 2 - 1 | 浦和レッズ       | 1 - 1 | 1 - 0 |

#### 準決勝第1戦
| 2021年10月6日 19:03 |

| 名古屋グランパス                                  | 3 - 1             | FC東京              |
| 柿谷曜一朗 17分 · 木本恭生 69分 · マテウス 90+4分 | 公式記録 試合経過 | アダイウトン 90+3分 |

| 豊田スタジアム, 豊田市 観客数: 7,778人 主審: 木村博之 |

| 2021年10月6日 19:03 |

| 浦和レッズ                | 1 - 1             | セレッソ大阪  |
| キャスパー・ユンカー 12分 | 公式記録 試合経過 | 山田寛人 66分 |

| 埼玉スタジアム2002, さいたま市 観客数: 8,734人 主審: 佐藤隆治 |

#### 準決勝第2戦
| 2021年10月10日 14:03 |

| FC東京                              | 2 - 1             | 名古屋グランパス |
| アダイウトン 15分 · 髙萩洋次郎 55分 | 公式記録 試合経過 | 稲垣祥 79分      |

| 味の素スタジアム, 調布市 観客数: 9,910人 主審: 松尾一 |

二試合合計スコア 4 - 3で名古屋グランパスが決勝進出
| 2021年10月10日 15:03 |

| セレッソ大阪    | 1 - 0             | 浦和レッズ |
| 加藤陸次樹 53分 | 公式記録 試合経過 |            |

| ヨドコウ桜スタジアム, 大阪市 観客数: 8,654人 主審: 福島孝一郎 |

二試合合計スコア 2 - 1でセレッソ大阪が決勝進出

### 決勝
決勝に駒を進めたのは、第1戦3-1で勝利しながら、第2戦で2点リードされ絶体絶命の状況からFWシュヴィルツォクのシュートのこぼれ球を頭で押し込んだMF稲垣祥の決勝点でFC東京を下し、過去8度阻まれた「4強の壁」を乗り越えて初の決勝進出を決めた名古屋と、第1戦1-1からFW加藤陸次樹のワンタッチゴールが決勝点となって浦和を下し、優勝した2017年大会以来4年ぶりの決勝進出を決めたC大阪の2チーム。両者は直前のミッドウィーク（10月27日）に天皇杯準々決勝でも対戦し、中2日で異なるカップ戦での同一カードに臨むという異例の対決となった。加えて名古屋のFW柿谷曜一朗とDF木本恭生にとっては、移籍1年目での古巣対戦となる因縁の試合ともなった。
天皇杯で大幅な選手入れ替え（ターンオーバー）を行って3-0で名古屋に勝利したC大阪は天皇杯から8人を入れ替え、名古屋も4人を入れ替えて臨んだこの試合は立ち上がりから堅い展開となり、前半のチャンスらしいチャンスと言えば11分の名古屋FWマテウスのクロスに合わせた柿谷のバイシクルシュートや、34分のC大阪DF松田陸のアーリークロスにFW山田寛人が走り込んだ場面程度で、前半半ばからはC大阪ペースであったものの無得点のまま前半を折り返す。
後半開始時にC大阪が清武弘嗣を投入して攻勢を強めようとするが、逆に47分、名古屋の得た左コーナーキックをFW相馬勇紀が放つと、ニアサイドでFW柿谷がそらせたボールがゴール前をすり抜け、ファーサイドにいたFW前田直輝が頭で合わせて名古屋が先制する。先制点を奪われ追いつきたいC大阪は55分に「名古屋キラー」FW大久保嘉人を投入する一方、名古屋も58分にMF長澤和輝・FW齋藤学を投入してゴール前を固める布陣を敷き、ゴール前に圧を掛けるC大阪に対し、跳ね返してカウンターを狙う名古屋という展開となる。75分にはC大阪DF松田陸のミドルシュートがゴールをかすめ、その3分後には松田陸のライナー性のクロスボールにに大久保が飛び込むが枠を捉えられない。すると79分、直前に投入された名古屋FWシュヴィルツォクがドリブルで持ち上がってのカウンターからゴール前に切れ込み左足でシュートを放ち、これをC大阪GKキム・ジンヒョンが防いだボールに走り込んできた名古屋MF稲垣が右足でグラウンドに叩きつけるようなボレーシュートを決め、決定的な2点目を挙げる。そのまま逃げ切った名古屋が初のリーグカップ制覇を遂げ、2010年のリーグ戦優勝以来11年ぶりとなるタイトルを獲得した。
| 2021年10月30日 13:09 |

| 名古屋グランパス            | 2 - 0             | セレッソ大阪 |
| 前田直輝 47分 · 稲垣祥 79分 | 公式記録 試合経過 |              |

| 埼玉スタジアム2002, さいたま市 観客数: 17,933 人 主審: 家本政明 |

| 名古屋グランパス           |    |                        |  |      |
| GK                         | 01 | ランゲラック           |  |      |
| DF                         | 04 | 中谷進之介             |  |      |
| DF                         | 06 | 宮原和也               |  |      |
| DF                         | 14 | 木本恭生               |  | 81分 |
| DF                         | 20 | キム・ミンテ           |  |      |
| DF                         | 23 | 吉田豊                 |  |      |
| MF                         | 15 | 稲垣祥                 |  |      |
| FW                         | 08 | 柿谷曜一朗             |  | 73分 |
| FW                         | 11 | 相馬勇紀               |  | 58分 |
| FW                         | 16 | マテウス               |  |      |
| FW                         | 25 | 前田直輝               |  | 58分 |
| 控えメンバー：             |    |                        |  |      |
| GK                         | 21 | 武田洋平               |  |      |
| DF                         | 17 | 森下龍矢               |  | 81分 |
| MF                         | 05 | 長澤和輝               |  | 58分 |
| FW                         | 10 | ガブリエル・シャビエル |  |      |
| FW                         | 19 | 齋藤学                 |  | 58分 |
| FW                         | 40 | シュヴィルツォク       |  | 73分 |
| FW                         | 44 | 金崎夢生               |  |      |
| 監督：                     |    |                        |  |      |
| マッシモ・フィッカデンティ |    |                        |  |      |

| セレッソ大阪   |    |                  |  |      |
| GK             | 21 | キム・ジンヒョン |  |      |
| DF             | 02 | 松田陸           |  |      |
| DF             | 14 | 丸橋祐介         |  |      |
| DF             | 15 | 瀬古歩夢         |  |      |
| DF             | 33 | 西尾隆矢         |  |      |
| MF             | 04 | 原川力           |  |      |
| MF             | 17 | 坂元達裕         |  |      |
| MF             | 23 | 乾貴士           |  |      |
| MF             | 25 | 奥埜博亮         |  | 75分 |
| FW             | 29 | 加藤陸次樹       |  | 55分 |
| FW             | 34 | 山田寛人         |  | 46分 |
| 控えメンバー： |    |                  |  |      |
| GK             | 50 | 松井謙弥         |  |      |
| DF             | 03 | 進藤亮佑         |  |      |
| MF             | 10 | 清武弘嗣         |  | 46分 |
| MF             | 05 | 藤田直之         |  |      |
| FW             | 20 | 大久保嘉人       |  | 55分 |
| FW             | 22 | 松田力           |  |      |
| FW             | 32 | 豊川雄太         |  | 75分 |
| 監督：         |    |                  |  |      |
| 小菊昭雄       |    |                  |  |      |

| 2021 Jリーグカップ 優勝 |
| ----------------------- |
| 名古屋グランパス 初優勝 |

## 表彰
| 表彰名           | 選手名   | 所属クラブ       |
| ---------------- | -------- | ---------------- |
| 大会MVP          | 稲垣祥   | 名古屋グランパス |
| ニューヒーロー賞 | 鈴木彩艶 | 浦和レッズ       |

## 得点ランキング
| 順位 | 選手                     | 所属                   | 得点 |
| ---- | ------------------------ | ---------------------- | ---- |
| T1   | キャスパー・ユンカー     | 浦和レッズ             | 4    |
| T1   | アダイウトン             | FC東京                 | 4    |
| T1   | 仲川輝人                 | 横浜F・マリノス        | 4    |
| T1   | 稲垣祥                   | 名古屋グランパス       | 4    |
| T5   | ドウグラス・オリヴェイラ | 北海道コンサドーレ札幌 | 3    |
| T5   | 樺山諒乃介               | 横浜F・マリノス        | 3    |
| T5   | エヴェラウド             | 鹿島アントラーズ       | 3    |
| T5   | 関根貴大                 | 浦和レッズ             | 3    |
| T5   | 水沼宏太                 | 横浜F・マリノス        | 3    |
| T5   | オナイウ阿道             | 横浜F・マリノス        | 3    |
| T5   | 城後寿                   | アビスパ福岡           | 3    |

最終更新は2021年10月30日の試合終了時、所属は大会出場時の所属チーム

出典: J.League Data Site